# ニコラ・リゴーニ
ニコラ・リゴーニ（Nicola Rigoni, 1990年11月12日 - ）は、イタリア・スキーオ出身のサッカー選手。ポジションはMF（セントラルミッドフィールダー）。

## クラブ歴

### ヴィチェンツァ
2006-07シーズンに地元のクラブであるヴィチェンツァ・カルチョでプロデビュー。2008-09シーズンから継続的にトップチームで出場機会を得るようになると、クラブとの契約を2013年まで延長する。2009-10シーズンからはUSチッタ・ディ・パレルモとの共同保有となる。

### パレルモ
2010-11シーズンより、ジャンヴィト・ミズラーカとのトレードでパレルモに移籍する。8月26日のUEFAヨーロッパリーグ予選・NKマリボル戦で70分にファビオ・リヴェラーニとの交代で加入後初出場。同月29日のカリアリ・カルチョ戦では、66分にマッシモ・マッカローネに代わりセリエAデビューとなった。12月2日のヨーロッパリーグ・ACスパルタ・プラハ戦で先制点を挙げ、パレルモでの初ゴールを記録する。

### ヴィチェンツァ復帰
2011年1月28日よりヴィチェンツァに期限付き移籍で復帰。2011-12シーズンからは完全移籍し、翌年1月にはクラブとの契約を延長した。チームの中心選手となったがクラブはプレイオフの末レガ・プロ・プリマ・ディヴィジオーネに降格した。

### キエーヴォ
2012年9月5日、ACキエーヴォ・ヴェローナに移籍した上で引き続きヴィチェンツァでプレーする。2013年8月19日、レッジーナ・カルチョへのローンとなり。翌年1月31日からは半年間はASチッタデッラへ期限付き移籍。7月には2014-15シーズンも引き続きスタディオ・ピエル・チェーザレ・トンボラートでプレーすることで合意した。
2015年8月23日のエンポリFC戦で43分にイヴァン・ラドヴァノヴィッチとの交代でキエーヴォの選手として初出場。2016年3月5日のSSCナポリ戦で開始2分にゴールネットを揺らし、自身初となるトップディヴィジョンでの得点を記録した。キエーヴォでは負傷に苦しみながらも4シーズンでセリエAの79試合に出場した。

### モンツァ
2019年7月24日、セリエCのACモンツァへ3年契約で移籍。クリスティアン・ブロッキ監督の下でリーグ戦14試合に出場し、クラブのセリエC優勝に貢献する。
クラブがセリエBに昇格した2020-21シーズンは出場機会を失い、2021年1月27日にデルフィーノ・ペスカーラ1936へシーズン終了までのローンとなることが発表された。

## 代表歴
U-17イタリア代表として、2007年3月23日の北アイルランド戦で初出場。U-20代表にも招集され、2011年3月25日のスイス戦でスタメンに名を連ねた。

## 人物
父のジャンルイジは元サッカー選手、兄のルカもサッカー選手である。
既婚であり、1女1男を儲けている。

## タイトル
モンツァ
- セリエC : 2019-20